# Museo Hallwyl
Il museo Hallwyl (in svedese Hallwylska museet) è un museo nazionale svedese con sede a Stoccolma. Il palazzo che ospita il museo fu donato dai conti von Hallwyl allo Stato nel 1920 e nel 1938 il museo fu ufficialmente aperto al pubblico.